# Richard-Lenoir (Paris metro)
Richard-Lenoir är en tunnelbanestation i Paris metro för linje 5 i 11:e arrondissementet. Stationen öppnades 1906 och är belägen under Boulevard Richard-Lenoir, nära Allée Verte och Rue Pelée. Stationen är uppkallad efter de franska industrialisterna François Richard (1765–1839) och Joseph Lenoir-Dufresne (1768–1806).

## Stationens utseende
| Sidoperrong |                   |
| Söderut     | ← Bréguet – Sabin |
| Norrut      | Oberkampf →       |
| Sidoperrong |                   |

## Omgivningar
- Saint-Ambroise
- Bataclan

## Bilder
| - Tunnelbanestationen Richard-Lenoir. - Saint-Ambroise. - Bataclan. |